# Жанкожа Нурмухамедов
Жанкожа Нурмухамедов (1774 — 1860) — казахский народный герой, предводитель антихивинского, антикокандского и антироссийского восстания. В народе известен как Жанкожа Батыр.

## Происхождение и влиятельность Батыра Жанкожа
В те времена казахами управляло сословие ханов из чингизидского рода Торе. Сам же Жанкожа, родившийся в ауле вблизи Аральского моря (ныне — Казалинский район, Кызылординская область Казахстана), происходил из казахского рода Шекты, племени Алимулы. Тем не менее, его дед Киикбай-батыр был главным визирем и главнокомандующим у Абулхаир-хана.
Жанкожа-батыр не испытывал пиетета перед правителями т. н. «белой кости» (ак-суйек на казахском языке), власть которых зачастую была весьма условной, и самолично управлял своими сородичами, которых насчитывалось несколько десятков тысяч юрт. Кочевья рода Шекты находились в районе северо-восточной части Аральского моря и вдоль нижнего течения Сыр-Дарьи. Фактически Жанкожа выступал правителем, ханом и других присырдарьинских и приаральских родов.

## Биография

### Действия против Хивинского и Кокандского ханств
В конце 1820-х годов принимал участие в войне с Хивинским ханством (или Хорезмом), которое являлось сильным государством и причиняло казахам Приаралья большие неприятности своими набегами. Жанкожа сумел нанести поражение хивинским войскам в ходе крупного сражения в 1830 году с участием нескольких тысяч воинов с обеих сторон. В результате набеги хивинцев прекратились.
Однако в 1830-е годы приаральские территории оказались под властью Кокандского ханства. Жанкожа, отказавшись подчиняться кокандцам, был вынужден откочевать в Приаральские Каракумы, однако вскоре вернулся с вооружёнными отрядами и поднял восстание. В 1835 году его войско захватило хивинскую крепость Бабажан на Сырдарье (в 1845 году на её месте возникнет крепость Жанакала).
Параллельно с действиями против кокандских войск Жанкожа в 1843 году разрушил хивинское укрепление на протоке Куандарья, весной 1845 года разгромил двухтысячный хивинский отряд, пришедший для восстановления крепости, а двумя годами позже разрушил укрепление Кожанияз.
В это же время Жанкожа поддержал восстание Кенесары Касымова и участвовал в его походах на Коканд, однако закат могущества Кенесары вынудил Нурмухамедова вернуться к мирной жизни.
В 1847 году Жанкожа отразил хивинское вторжение в степь и разрушил крепость Жанакала.

### Действия против Российской империи и последние годы
Колонизация Приаралья Российской империей началась в 1845 году, однако массовое недовольство установленным режимом начало проявляться только к середине 1850-х. В декабре 1856 года сырдарьинские казахи подняли восстание, поводом для которого стало изъятие у местного населения части земель. Во главе восстания стал Жанкожа Нурмухамедов, выразивший нежелание подчиняться ставленнику императорского двора султану Арслану Джанторину. К сопротивлению присырдарьинских казахов под предводительством Жанкожи присоединилось оставшиеся в живых участники восстания Кенесары. Численность восставших достигла 3 тыс. человек.
Центром повстанцев стала крепость Жанакала. В течение декабря восставшим удалось осадить Казалинский форт и уничтожить Солдатскую слободу. До начальных чисел января, в боевых действиях между повстанческими силами и русскими отрядами, верх брала то одна сторона, то другая. После того, как к русским войскам прибыло подкрепление, 9 (21) января восставшие были разбиты в Алыкбалыкском сражении.

## Память о Жанкожа-батыре

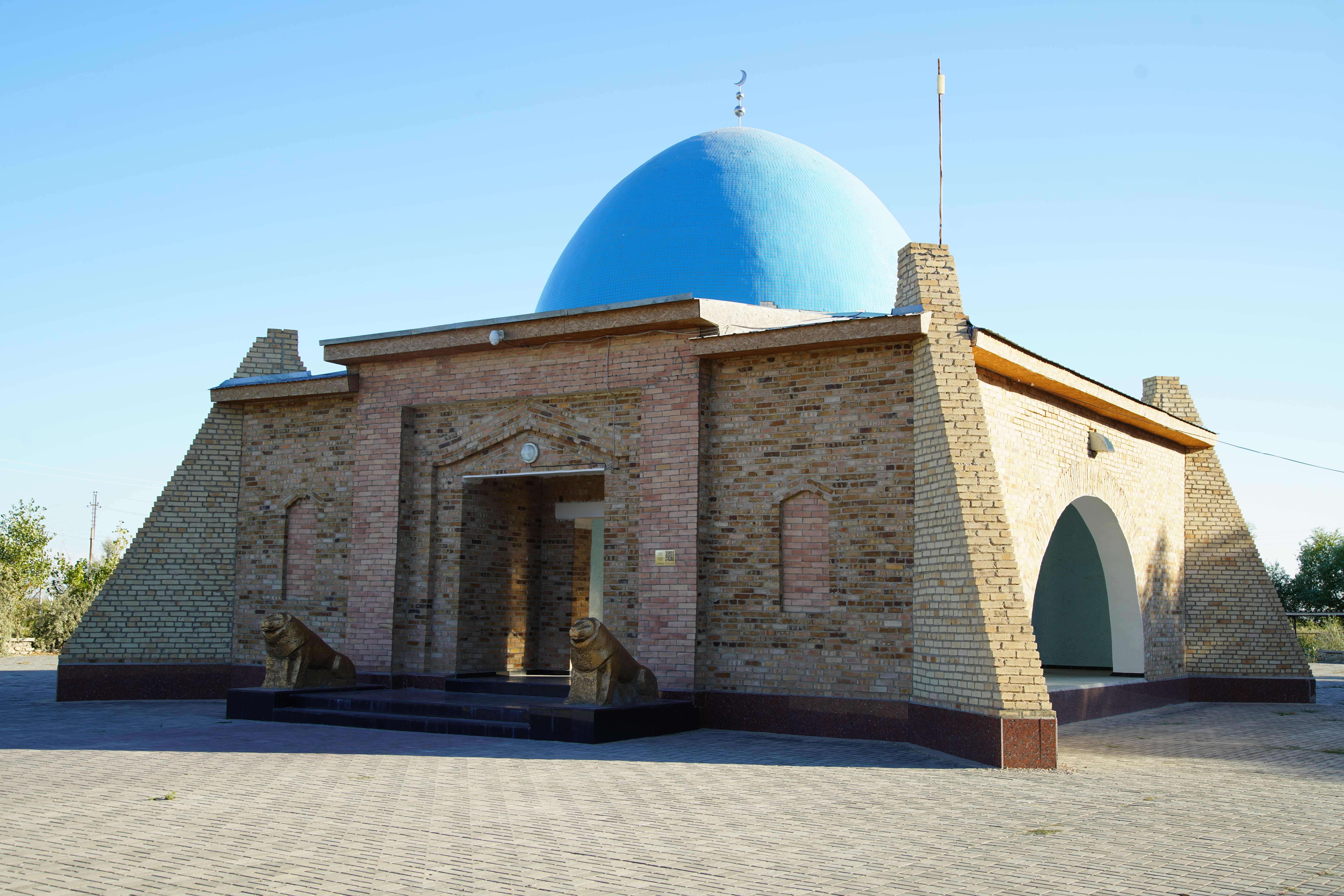
Мавзолей Жанкожи-батыра

В 3 км от посёлка городского типа Айтеке-Би в Казалинском районе Кызылординской области находится мавзолей Жанкожа-батыра. Имя Жанкожа-батыра носит один из аулов в этом же районе. Памятники герою воздвигнуты в городе Актобе и посёлке Тюра-Там. Его именем названы улицы во многих городах современного Казахстана, в частности в Туркестане, Байконуре и Шымкенте.
Знаменитому батыру посвящены многие произведения народного творчества: музыкальные произведения, поэмы, картины. «Жанқожа туралы өлең» до сих пор является популярной песней у казахов.